# Asuka (stacja antarktyczna)
Asuka (jap. あすか基地 Asuka Kichi) – japońska stacja na Antarktydzie, położona na Ziemi Królowej Maud. Powstała w grudniu 1984 roku.